# 彼得拉科巴拉
彼得拉科巴拉（法語：Pietracorbara，法語發音：[pjɛtʁakɔʁbaʁa]）是法国上科西嘉省的一个市镇，属于巴斯蒂亚区。

## 地理
彼得拉科巴拉（42°50'47"N, 9°25'47"E）面积26.15 平方千米，位于法国上科西嘉省，该省份位于科西嘉北部，后者为地中海西部的一座岛屿，也是法国的一个单一领土集体，位于法国大陆部分的东南面，意大利半島的西面，最临近的地块是撒丁岛。
与彼得拉科巴拉接壤的市镇（或旧市镇、城区）包括：卡尼亚诺、锡斯科、巴雷塔利、卡纳里。

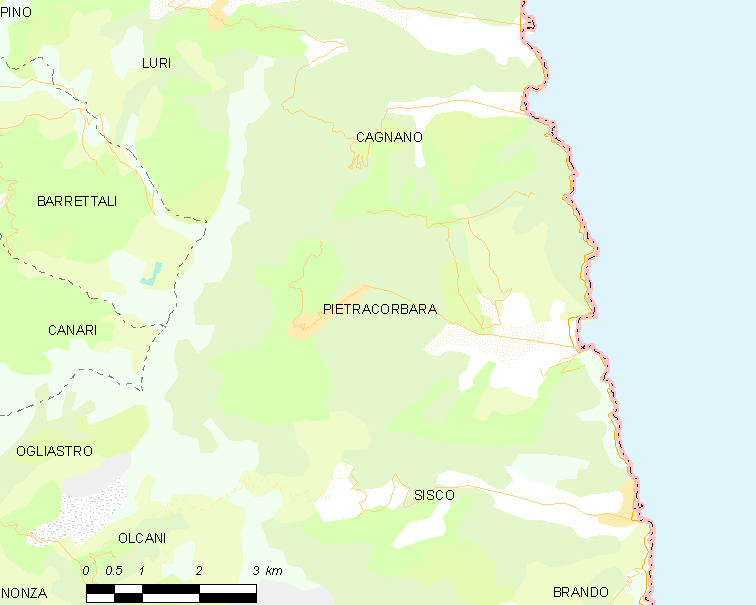
彼得拉科巴拉的OSM定位图

彼得拉科巴拉的时区为UTC+01:00、UTC+02:00（夏令时）。

## 行政
彼得拉科巴拉的邮政编码为20233，INSEE市镇编码为2B224。

## 政治
彼得拉科巴拉所属的省级选区为科西嘉角县。

## 人口

1962-2008年间彼得拉科巴拉人口变化图示

彼得拉科巴拉于2022年1月1日时的人口数量为656人。